# Inyangana johnseni
Inyangana johnseni är en insektsart som beskrevs av Naskrecki 1992. Inyangana johnseni ingår i släktet Inyangana och familjen gräshoppor. Inga underarter finns listade i Catalogue of Life.